# En voyage (nouvelle, 1882)
En voyage est une nouvelle de Guy de Maupassant, parue en 1882.

## Historique
En voyage est initialement publiée dans la revue Gil Blas du 10 mai 1882, sous le pseudonyme de Maufrigneuse. 
C’est une nouvelle dramatique. L'auteur écrira et publiera une nouvelle avec le même titre en 1883 : En voyage.

## Résumé
Le narrateur écrit une lettre à une amie qui lui a demandé une histoire dont il aurait été témoin ou qu'il aurait entendue. Justement en voyage d’agrément dans la région de Menton, il rencontre un paysan qui lui raconte un drame qui s’est passé devant le réservoir devant lequel les deux hommes se trouvent.
Il y a quelques années, deux garçonnets jouaient à cet endroit, leur précepteur lisant, allongé à côté. Le plus âgé des garçons tombe dans le réservoir ; aussitôt le précepteur plonge pour le secourir. Malheureusement, il heurte le fond et ne réapparaît pas. Le garçonnet, seul, arrive à regagner le bord, mais il lui est impossible de franchir le rebord. Son petit frère qui le tient des deux mains faiblit peu à peu. L'attente dure des heures. Ils crient. Personne ne les entend. Le froid saisit l'aîné qui comprend qu'il ne survivra pas. Avant de lâcher la main de son frère, il lui glisse sa montre en souvenir et lui dit : « Adieu, petit frère, embrasse maman et papa ». Puis, il se laisse couler. Le petit frère raconte cette affreuse histoire à ses parents. Ces derniers demandent au propriétaire de vider la citerne. Mais il refuse car il considère l'eau plus importante, pour arroser ses citronniers. Le lendemain, on retrouve les deux corps.

## Édition française
- En voyage, dans Maupassant, Contes et Nouvelles, tome I, texte établi et annoté par Louis Forestier, éditions Gallimard, Bibliothèque de la Pléiade, 1974  (ISBN 978 2 07 010805 3).